# 한때는 신이었던 짐승들에게

한때는 신이었던 짐승들에게(かつて神だった獣たちへ)는 메이비가 원작한 일본의 만화 작품이다. 「별책 소년 매거진」(코단샤)에서 2014년 7월호부터 발간 중.

## 줄거리
의신병, 국토를 남북으로 나누었던 내전이 길어졌던 시대 열세에 몰린 북부가 금기의 기술을 가지고 만들어낸 이형의 병사들, 사람의 모습과 맞바꾸어 얻은 신과 비교되는 그 힘으로 그들 부대는 전란을 평화로 이끌었다.
하지만 사람의 몸에 신의 힘은 너무 강대했다. 사람들은 의신병의 힘을 두려워했고 힘은 마음을 타락시켰다.
내전에서 시간이 흐른 지금 신이라 칭송받던 병사는 그저 "짐승"이라고 불리고 있다.